# Fortaleza de la Nube
La fortaleza de la nube (Cloud Fortress), también conocida como World Trade Center Plaza Sculpture, fue una escultura creada en 1972 por el artista japonés Masayuki Nagare. La obra estaba situada en las inmediaciones del World Trade Center.
Pese a sobrevivir a los atentados del 11 de septiembre de 2001 y al derrumbe de las Torres Gemelas y del 7 World Trade Center, la escultura fue demolida durante las subsecuentes labores de emergencia destinadas a acceder a la zona de la catástrofe y proceder a la retirada de escombros.

## Historia

### Diseño
Con unas medidas de 4,3 metros de alto, 10 de ancho y 5,2 de profundidad, Fortaleza de la Nube representaba un conjunto abstracto compuesto por dos pirámides unidas a sus bases e inclinadas hacia arriba. Pese a su apariencia sólida, el trabajo consistía en una chapa de granito negro sueco sobre un armazón de acero y hormigón.
Nagare incorporó a la obra una técnica que él denominaba «ware hada» (literalmente «piel agrietada» o «textura rota») con el fin de efectuar un marcado contraste entre superficies pulidas y rugosas.

### Instalación
La Autoridad Portuaria de Nueva York y Nueva Jersey empleó hasta un 1% del presupuesto destinado a la construcción del World Trade Center en la adquisición de obras de arte para decorar el complejo, estableciendo para ello un grupo asesor con el fin de recomendar y comisionar trabajos.
Completada en 1972, Fortaleza de la Nube ocupó una pequeña plaza situada entre los edificios 4 y 5 World Trade Center que daba acceso desde Church Street a la Austin Tobin Plaza, la cual daba acceso a su vez al complejo de edificios del World Trade Center.

### Destrucción
La escultura sobrevivió a los ataques y al derrumbe del complejo, si bien terminó siendo demolida durante las labores de rescate en las cuales se procedió a acceder y desescombrar el área así como a proveer de una superficie estable para maquinaria pesada con el objetivo de acceder con mayor rapidez a la Tobin Plaza.